# Friedrich Hund
Friedrich Hund (Karlsruhe, 4 febbraio 1896 – Gottinga, 31 marzo 1997) è stato un fisico tedesco.

## Biografia
Studiò matematica, fisica e geografia alle università di Marburgo e Gottinga dove conseguì il dottorato in fisica nel 1922. Nel 1926 fu a Copenaghen da Bohr. Iniziò la carriera accademica a Rostock nel 1927 e successivamente, tra il 1929 ed il 1956, fu professore a Lipsia, Jena e Francoforte sul Meno; nel 1957 ritornò all'università di Gottinga dove sarebbe rimasto fino al ritiro. Insegnò sempre fisica teorica ad eccezione del periodo a Lipsia dove tenne il corso di fisica matematica.
Ha dato un importante contributo alle teorie quantistiche con la definizione di alcune regole che portano il suo nome e che hanno grande importanza in chimica quantistica; in generale si parla di regola della massima molteplicità di spin.
Insieme a Robert Mulliken descrisse gli orbitali molecolari.
Per i suoi studi gli furono assegnati vari premi tra cui la Medaglia Max Planck. Dopo la sua morte gli sono state intitolate una via a Jena e una piazza a Gottinga.

## Pubblicazioni
- Versuch einer Deutung der großen Durchlässigkeit einiger Edelgase für sehr langsame Elektronen, Dissertation, Universität Göttingen 1923
- Linienspektren und periodisches System der Elemente, Habil.Schrift, Universität Göttingen, Springer 1927[3][4]
- Allgemeine Quantenmechanik des Atom- und Molekelbaues, in Handbuch der Physik, Band 24/1, 2nd edn., pp. 561–694 (1933)
- Materie als Feld, Berlin, Springer 1954
- Einführung in die Theoretische Physik, 5 vols. 1944-51, Meyers Kleine Handbücher, Leipzig, Bibliographisches Institut, 1945, 1950/51 (vol. 1: Mechanik, vol. 2: Theorie der Elektrizität und des Magnetismus, vol. 3: Optik, vol. 4: Theorie der Wärme, vol. 5: Atom- und Quantentheorie)
- Theoretische Physik, 3 vols., Stuttgart Teubner, zuerst 1956-57, vol. 1: Mechanik, 5th edn. 1962, vol. 2: Theorie der Elektrizität und des Lichts, Relativitätstheorie, 4th edn. 1963, vol. 3: Wärmelehre und Quantentheorie, 3rd edn. 1966
- Theorie des Aufbaues der Materie, Stuttgart, Teubner 1961
- Grundbegriffe der Physik, Mannheim, Bibliographisches Institut 1969, 2nd edn. 1979
- Geschichte der Quantentheorie, 1967, 2nd edn., Mannheim, Bibliographisches Institut 1975, 3rd edn. 1984; Eng. trans. 1974[5]
- Quantenmechanik der Atome, in Handbuch der Physik/Encyclopedia of Physics, Band XXXVI, Berlin, Springer 1956
- Die Geschichte der Göttinger Physik, Vandenhoeck und Ruprecht 1987 (Göttinger Universitätsreden)
- Geschichte der physikalischen Begriffe, 1968, 2nd edn. (2 vols.), Mannheim, Bibliographisches Institut 1978 (vol. 1: Die Entstehung des mechanischen Naturbildes, vol. 2: Die Wege zum heutigen Naturbild), Spektrum Verlag 1996
- Göttingen, Kopenhagen, Leipzig im Rückblick, in Fritz Bopp (ed.) Werner Heisenberg und die Physik unserer Zeit, Braunschweig 1961
- Vedi anche Verzeichnis der Schriften Friedrich Hund (1896-1997) con circa 300 voci